# Anja van Avoort
Anja van Avoort (Breda, 5 mei 1950 – Schaijk, 15 april 2002), beter bekend als Anja, was een Nederlands zangeres. Ze werd vooral bekend door hits als De laatste dans en Nemen en geven.

## Biografie

### Jonge jaren
Van Avoort kreeg op haar dertiende een gitaar, de eerste stap naar een muzikale carrière. Al snel schreef ze zich in voor diverse talentenjachten en zangwedstrijden, waarbij ze steevast bij de eerste vijf eindigde. Dit moedigde haar (en haar ouders) aan om door te gaan.

### Carrière
Anja's eerste single Overal (Discostar DSB 1156, 1967) werd geen hit, maar leverde wel de nodige publiciteit op. Ze kreeg aanbiedingen van platenmaatschappijen. Het Belgische Monopole, dat in Nederland vertegenwoordigd wordt door Dureco, bood haar uiteindelijk een contract aan.
Anja's tweede single, Nemen en geven, werd in 1968 opgenomen in Brussel en in België uitgebracht door Monopole (S 035), in Nederland door Dureco op het label Omega (35.883). In 1969 nam ze, eveneens in Brussel, De laatste dans op, dat een zeer groot succes werd in Vlaanderen. Ze stond op nummer 6 in de Vlaamse top 100 en op nummer 3 in de Vlaamse top 20 in februari 1969. Liefst 20 weken na elkaar bleef ze in de hitparade staan. Zowel in België als in Nederland werd de plaat veel gedraaid op de radio. De hoogste notering in Nederland was nummer 25. Anja trad in deze tijd op met de Belgische vijfmansformatie Los Albinos. Het is in dit orkestje waar ze haar latere echtgenoot Dirk Degryse leerde kennen. In 1973 trouwden ze.
In de jaren erna scoorde Anja meerdere hits, waaronder Speel niet met mij (1970), Nu dans je nooit meer met mij (1971) en de eigen compositie Op het strand van Cadzand (1972). Naast haar solohits scoorde ze met producent / componist Johnny Blenco hits als Jaren komen, jaren gaan (1971), Waarom kwam jij toch in mijn leven (1971) en M'n ouwe arreslee (1972). Zowel singles als albums werden regelmatig goud.

### Labels
Bij Monopole verschenen Anja's singles tevens op het sublabel Passe-Partout, bij Dureco op het zeer succesvolle label Elf Provinciën, waar ook Vader Abraham, Corry Konings, Ben Cramer en vele andere hun grote successen scoren. Tussen 1969 (Speel niet met mij, ELF 6504) en 1978 (Op de Brabantse hei, ELF 65.123) verschijnen maar liefst 17 singles, solo of als het duo Anja en Johnny. In 1969 komt het lied 't Was een heerlijke avond uit op Polydor, maar dat blijft bij een eenmalige uitstap.

### Comeback
In 1978 komt de laatste single van Anja op Elf Provinciën uit. Vervolgens wordt het enkele jaren stil rond haar. Vanaf 1983 wordt de draad weer opgepakt, maar zonder succes. Ook een tweede poging rond 1990 loopt op niets uit. Er worden weliswaar enkele CD's gemaakt, en ook verschijnen er singles (op Telstar, VNC, Frigran en CNR), maar ze belanden geen van alle in hit- of tipparade. Zelfs een tijdelijke samenwerking met De Rekels levert niet het gewenste succes op.

### Ziekte
In het najaar van 2001 werd bij Anja een ernstige ziekte vastgesteld, waaraan ze op 15 april 2002 overleed.

## Trivia
- Haar hitsingle uit 1969 De laatste dans kreeg in 1990 weer bekendheid omdat de debuutsingle van Gorky 'Anja' naar de zangeres en haar hit De laatste dans verwees.
- Het refrein van haar hitsingle Op het strand van Cadzand werd gebruikt in het nummer Op de straat van Salah Edin.

## Discografie

### LP's van Anja op Elf Provinciën
| Titel                         | Elf Nummer | Dureconummer | Jaar |
| ----------------------------- | ---------- | ------------ | ---- |
| Anja                          | ELF 8503   | du 21.124    | 1969 |
| Witte orchideeën              | ELF 8510   | du 21.394    | 1970 |
| Nu dans je nooit meer met mij | ELF 2505   | du 21.707    | 1971 |
| Anja 4                        | ELF 2514   | du 22.222    | 1972 |

### LP's van Anja en Johnny op Elf Provinciën
| Titel                           | Elf nummer | Dureco nummer | Jaar |
| ------------------------------- | ---------- | ------------- | ---- |
| Ieder huisje heeft zijn kruisje | ELF 2510   | du 22.050     | 1971 |
| Jaren komen, jaren gaan         | ELF 8522   | du 21.763     | 1971 |
| Anja en Johnny                  | ELF 8545   | du 22.981     | 1972 |
| Anja en Johnny op de middengolf | ELF 9572   | ?             | 1977 |

### Singles van Anja (en Johnny) op Elf Provinciën
| Titel                                                  | Elf nummer | Dureco nummer | Jaar |
| ------------------------------------------------------ | ---------- | ------------- | ---- |
| Speel niet met mij                                     | ELF 6504   | du 21.012     | 1969 |
| Nemen en geven                                         | ELF 6542   | du 21.252     | 1970 |
| Oh had ik het maar geweten                             | ELF 6554   | du 21.316     | 1970 |
| Waarom cherie                                          | ELF 6592   | du ?          | 1970 |
| Nu dans je nooit meer met mij                          | ELF 6601   | du 21.702     | 1970 |
| Jaren komen, jaren gaan (met Johnny Blenco)            | ELF 6602   | du 21.704     | 1970 |
| Ik laat je niet gaan                                   | ELF 6638   | du 21.948     | 1971 |
| Waarom kwam jij toch in mijn leven (met Johnny Blenco) | ELF 6643   | du 21.763     | 1971 |
| Spreken is zilver, zwijgen is goud                     | ELF 6671   | du 22.188     | 1972 |
| Verlaat me niet (met Johnny Blenco)                    | ELF 6692   | du 22.332     | 1972 |
| Kom en lach, Natasja                                   | ELF 6737   | du 22.693     | 1972 |
| De laatste dans EP                                     | ELF 6744   | du 22.759     | 1969 |
| M'n ouwe arreslee (met Johnny Blenco)                  | ELF 6752   | du 22.935     | 1972 |
| Laat de rozen verwelken (met Johnny Blenco)            | ELF 6766   | du 23.048     | 1973 |
| Olé daar in Sevilla (met Johnny Blenco)                | ELF 6835   | du 23.795     | 1973 |
| In m'n tuin bloeien de seringen                        | ELF 65102  | du ?          | 1977 |
| Op de Brabantse hei (met Johnny Blenco)                | ELF 65123  | du ?          | 1977 |